# たかちひろなり
たかち ひろなりは、日本の漫画家。

## 来歴
アニメーターを経て、漫画家として活動。2009年、『週刊少年マガジン』（講談社）にて『課長令嬢』の前後編読み切りを掲載し、同作が連載化される。週刊少年ジャンプ編集部の紹介により、『少年ジャンプ+』（集英社）にて読み切りを執筆。2019年、『GANMA!』（コミックスマート）にてショートコメディ『にのにの』の連載を開始。

## 人物
『週刊少年マガジン』の編集者によると「世界一細かに描き込んでいるギャグマンガ家」であるため、たかちがキャラクターを1人を描くためには30分を要する。

## 作品リスト
- 課長令嬢（『週刊少年マガジン』2009年17号[2]、18号[2]、37号[2] - 2010年、講談社、全2巻） - 前後編の読み切りから連載化[2]
- 人間の達人（『少年ジャンプ+』2016年8月26日[5]、集英社） - 読み切り、「金未来玉杯 エントリーNo.5」作品[5]
- にのにの（『GANMA!』2019年1月6日[4] - 2020年3月29日、コミックスマート）
- きれいな黒髪の高階さん（無職）と付き合うことになった（原作：森田季節、構成：おはら誠、『マンガUP!』[6]2021年4月11日[7] - 2023年2月19日[8]、スクウェア・エニックス、全4巻）
- 知らないアナタと散歩する（『ヤングガンガン』2024年No.08[9]） - 読み切り